# Gemeinsame Deutsche Drachenbootmeisterschaft
Die Gemeinsamen Deutschen Drachenbootmeisterschaften (GDDM) sind die höchsten deutschen Drachenbootregatten des Deutschen Kanu-Verbandes (DKV e.V.) und des Deutschen Drachenboot Verbandes (DDV e.V.), die seit 2012 gemeinsam in verschiedenen Kategorien ausgetragen werden.

## Organisation
Die GDDM werden seit 2012 gemeinsam vom DDV e.V. und vom DKV e.V. veranstaltet. Sie werden in den Bootsklassen Smallboot und Standardboot ausgetragen. Deutsche Meistertitel werden in den Altersklassen Junior (U19), Premium (Senior), Senior A (Ü40) und Senior B (Ü50) jeweils für Open-, Women- und Mixed-Teams vergeben.
Die Wettkampfdistanzen betragen 200, 500 und 2000 Meter.
Neben der GDDM über kurze Distanzen werden auch gemeinsame deutsche Langstrecken-Meisterschaften über variable Distanzen ab 6000 m ausgetragen.

## Austragungsorte GDDM
| Nr. | Jahr | Ort                                                                          | Strecke                          |
| --- | ---- | ---------------------------------------------------------------------------- | -------------------------------- |
| 01  | 2012 | Hamburg: Hamburg                                                             | Regattastrecke Hamburg-Allermöhe |
| 02  | 2013 | Nordrhein-Westfalen: Duisburg                                                | Regattabahn Sportpark Duisburg   |
| 03  | 2014 | Mecklenburg-Vorpommern: Schwerin                                             | Fauler See                       |
| 04  | 2015 | Brandenburg: Brandenburg                                                     | Regattastrecke Beetzsee          |
| 05  | 2016 | Mecklenburg-Vorpommern: Schwerin (Smallboot) / Berlin: Berlin (Standardboot) | Fauler See                       |
| 06  | 2017 | Brandenburg: Brandenburg                                                     | Regattastrecke Beetzsee          |
| 07  | 2018 | Bayern: München (Standardboot)                                               | Regattastrecke Oberschleißheim   |
| 08  | 2018 | Mecklenburg-Vorpommern: Schwerin (Smallboot)                                 | Pfaffenteich                     |
| 09  | 2019 | Berlin: Berlin (Small- und Standardboot)                                     | Regattastrecke Berlin-Grünau     |
| 0?  | 2021 | Brandenburg: Brandenburg                                                     | Regattastrecke Beetzsee          |
| 09  | 2022 | Bayern: München                                                              | Regattastrecke Oberschleißheim   |